# Maurice Krafft
Maurice Krafft (Guebwiller, 25 marzo 1946 – Monte Unzen, 3 giugno 1991) è stato un vulcanologo francese.
È noto, assieme alla moglie Katia Krafft, per l'opera pionieristica di ripresa, fotografia e registrazione dei vulcani, spesso a contatto con le colate laviche.

## Biografia
È morto assieme alla moglie Katia in seguito a una colata piroclastica durante l'eruzione del monte Unzen, in Giappone, il 3 giugno 1991. Il loro necrologio è apparso sul Bulletin of Volcanology, (vol. 54, pp 613–614).
A lui e a sua moglie Katia è dedicato il lungometraggio Fire of Love (2022) di Sara Dosa.
Sempre nel 2022 Werner Herzog realizza il documentario The Fire Within: A Requiem for Katia and Maurice Krafft.

## Opere
- Les feux de la terre : Histoires de volcans, coll. « Découvertes Gallimard / Sciences » (nº 113), Paris, Éditions Gallimard, 1991, 208 p.
  - I vulcani: il fuoco della terra, coll. «Universale Electa/Gallimard●Scienza» (nº 14), Trieste, Electa/Gallimard, 1993, 192 p.
- Con Katia Krafft :
  - À l'assaut des volcans, Islande, Indonésie, Paris, Presses de la Cité, 1975, 112 p.
  - Préfacé par Eugène Ionesco, Les Volcans, Paris, Draeger-Vilo, 1975, 174 p.
  - La Fournaise, volcan actif de l'île de la Réunion, Saint-Denis, Éditions Roland Benard, 1977, 121 p.
  - Volcans, le réveil de la Terre, Paris, Hachette-Réalités, 1979, 158 p.
  - Dans l'antre du Diable : volcans d'Afrique, Canaries et Réunion, Paris, Presses de la Cité, 1981, 124 p.
  - Volcans et tremblements de terre, Paris, Les Deux Coqs d'Or, 1982, 78 p.
  - Volcans et dérives des continents, Paris, Hachette, 1984, 157 p.
  - Les plus beaux volcans, d'Alaska en Antarctique et Hawaï, Paris, Solar, 1985, 88 p.
  - Volcans et éruptions, Paris, Hachette-Jeunesse, 1985, 90 p.
  - Les Volcans du monde, Vevey-Lausanne, Éditions Mondo, 1986, 152 p.
  - Objectif volcans, Paris, Nathan Image, 1986, 154 p.
  - Führer zu den Virunga Vulkanen, Stuttgart, F. Enke, 1990, 187.

- Con Katia Krafft e François-Dominique de Larouzière:
  - Guide des volcans d'Europe et des Canaries, Neuchätel: Delachaux et Niestlé, 1991, 455 p.